# Alaminos (Spanyolország)
Alaminos egy község Spanyolországban, Guadalajara tartományban. Alaminos Brihuega, Cogollor, Las Inviernas, Mandayona, Mirabueno, Almadrones és Masegoso de Tajuña községekkel határos. Lakosainak száma 56 fő (2024).

## Népesség
A település lakosságának változását az alábbi diagram mutatja:
| Lakosok száma | 82   | 83   | 76   | 69   | 67   | 71   | 67   | 60   | 57   | 56   |
|               | 2001 | 2004 | 2006 | 2009 | 2011 | 2014 | 2016 | 2019 | 2021 | 2024 |